# Tofij
Tofij (mađ. Tófű) je selo u južnoj Mađarskoj. 
Zauzima površinu od 4,34 km četvornih.

## Zemljopisni položaj
Nalazi u sjeverno od gore Mečeka (mađ. Mecsek), na 46°19' sjeverne zemljopisne širine i 18°22' istočne zemljopisne dužine, na 158 m nadmorske visine. Obližnja naselja su na sjeveru sela Lengyel (4 km udaljen) i 3 km udaljeni Sras, a Maroca je 4 km zapadno.

## Upravna organizacija
Upravno pripada komlovskoj mikroregiji u Baranjskoj županiji. Poštanski broj je 7348.

## Stanovništvo
U Tofiju živi 127 stanovnika (2005.). Mađari su većina, a Nijemaca je 7%. Rimokatolika je blizu 3/4, a luterana nešto manje od četvrtine, dok su preostali kalvinisti.

## Vanjske poveznice
- (mađ.) Tófű Önkormányzatának honlapja  Arhivirana inačica izvorne stranice od 15. lipnja 2017. (Wayback Machine)
- Tofij na fallingrain.com